# مسجد شیخ محمد
مسجد شیخ محمد (انگلیسی: Sheikh Muhammad Mosque) یک مسجد قدیمی و بنای تاریخی معماری است که در منطقه حفاظت شده تاریخی-فرهنگی شهرک باسقال در شهرستان اسماعیللی کشور جمهوری آذربایجان واقع شده است. مسجد سابق که در سال ۱۵۳۱ میلادی تکمیل شد، تا حدی بازسازی شده است.
مسجد شیخ محمد در سال ۱۵۳۱ میلادی به دستور پیر محمد پسر صوفی درویش علی ساخته شد. این مسجد در محله کله کوچه باسقال واقع شده است. یک مدرسه نیز در حیاط مسجد فعالیت می‌کرد.
مسجد شیخ محمد در دوره شوروی برای عبادت بسته بود. حدود بیست کتیبه سنگی در صحن مسجد ویران شد و مناره های دوقلو برچیده شد. ساختمان مسجد به عنوان باشگاه تغییر کاربری داد. در سال ۱۹۷۵ میلادی ساختمان بر اثر آتش سوزی ناشی از اتصال کوتاه در شبکه برق به کلی ویران شد.
در دهه ۱۹۸۰، مردم محلی کار مرمت مسجد را انجام دادند. در جریان این کار، کتیبه ای در مورد پیر چنار که در کنار مسجد کاشته شده بود، کشف کردند. در این کتیبه اشاره شده است که پیر چنار توسط شیخ صفایی در سال ۱۵۶۸ میلادی کاشته شد. در سال ۱۹۸۹، ذخیره‌گاه تاریخی-فرهنگی شهرک باسقال در منطقه به همراه مسجد تأسیس شد.